# Psychonaut (band)
Psychonaut is een Belgische metalband uit Mechelen. De band kwam in 2011 voort uit de rockcoverband Generation. Psychonaut ging verder als driekoppige band. Ze speelden vaak in lokale clubs, bars en jeugdhuizen in het begin van hun muzikale carrière. Invloeden van de band zijn jaren '70 rock zoals Led Zeppelin en Pink Floyd, maar ook modernere metal als Tool en Amenra. 
In 2020 werd drummer Peter vervangen door de Nederlandse muzikant Harm Peters en tekende de band bij het Duitse platenlabel Pelagic Records. Daar werd hun eerste album opnieuw uitgebracht, telkens in opvallende kleuren. Ze zijn sinds 2022 aan hun vierde druk van het album toe bij Pelagic, die in datzelfde jaar ook hun tweede album uitbracht.

## Geschiedenis
Psychonaut werd in 2011 opgericht door zanger-gitarist Stefan De Graef, bassist Thomas Michiels en drummer Peter Le Page. De oud-leden van de coverband Generation! speelden in het begin vooral live op verschillende grote en kleinere festivals in België, zoals Maanrock, Alcatraz, Rockelingen en Rock Herk. Toen ze in 2018 hun eerste volledige plaat Unfold the God Man hadden uitgebracht in eigen beheer, plaatsten ze dat op het YouTubekanaal Stoned Meadow of Doom. Zo werden ze opgemerkt door het Duitse platenlabel Pelagic Records, waar ze vervolgens bij tekenden. 
Na de uitgave van hun debuutalbum waren ze te gast bij Alex Agnew in zijn podcast 'Welcome To The AA'. In 2020 kwamen ze als hoogste nieuwkomer op #42 in Studio Brussel's De Zwaarste Lijst met hun lied The Fall of Consciousness. Een goed jaar later, in 2021, werd bassist Michiels zelf presentator van de Zwaarste Lijst. In 2022 deden ze hun tweede uitgebreide tournee, waar ze twee weken lang samen met de bands PGLost en The Ocean door Europa reisden.
De band staat erom bekend de lokale metalscene te steunen. Zo dragen ze geregeld T-shirts van andere plaatselijke bands en bevriende groepen, zoals Pothamus en Cobra The Impaler, zoals je kan zien op hun Instagram. In 2022 werkten ze samen met Brutus' Stefanie Mannaerts en Amenra's Colin H. van Eeckhout voor hun single Violate Consensus Reality. Bandlid Stefan De Graef speelt overigens in nog een andere Belgische metalband: HIPPOTRAKTOR. 

## Discografie

### Studioalbums
- Unfold the God Man (2018, eigen beheer)
- Unfold the God Man (2020, heruitgave Pelagic Records)
- Violate Consensus Reality (2022, Pelagic Records)

### Ep's
- 24 Trips Around The Sun (2014, eigen beheer)
- Ferocious Fellowman (2016, eigen beheer)
- Ferocious Fellowman (2022, heruitgave Pelagic Records)
- Emerald (2021, split met Noorse band SÂVER, Pelagic Records)

### De Zwaarste Lijst
| Nummer                        | 2009* | 2010* | 2011* | 2012* | 2013 | 2014 | 2015 | 2016 | 2017 | 2018 | 2019 | 2020 | 2021 | 2022 | 2023 | 2024 | 2025 |
| ----------------------------- | ----- | ----- | ----- | ----- | ---- | ---- | ---- | ---- | ---- | ---- | ---- | ---- | ---- | ---- | ---- | ---- | ---- |
| All I saw as a huge monkey    | -     | -     | -     | -     | -    | -    | -    | -    | -    | -    | -    | -    | 651  | 140  | -    | -    | -    |
| Kabuddah                      | -     | -     | -     | -     | -    | -    | -    | -    | -    | -    | -    | -    | -    | 231  | -    | -    | -    |
| The Fall of Consciousness     | -     | -     | -     | -     | -    | -    | -    | -    | -    | -    | -    | 42   | 26   | 11   | 9    | 8    | 7    |
| The Great Realisation         | -     | -     | -     | -     | -    | -    | -    | -    | -    | -    | -    | -    | -    | 299  | -    | -    | -    |
| The story of your enslavement | -     | -     | -     | -     | -    | -    | -    | -    | -    | -    | -    | -    | 158  | 242  | -    | -    | -    |

- Tot 2012 had de Zwaarste Lijst 70 plaatsen. Dit werd vanaf 2013 verminderd tot 66. In 2021 en 2022 bevatte de lijst 666 plaatsen.